# 底比斯戰役
底比斯戰役（Battle of Thebes） ，是馬其頓亞歷山大大帝於前335年進攻希臘底比斯城，於城外爆發的一場戰役。
亞歷山大大帝繼承馬其頓王位，取得科林斯同盟統帥權後，他率兵處理北、西北方的色雷斯、伊利里亞的叛亂，底比斯人因為聽信謠言，發動反抗馬其頓霸權的戰爭。亞歷山大以迅雷不及掩耳的速度南下，趁著底比斯人尚未準備周全時，包圍底比斯城。儘管亞歷山大不想與底比斯人攤牌，數次派出使者招降，但都被拒絕，使亞歷山大發動總攻，攻下底比斯，並讓人把城市夷為平地。

## 背景
自從前338年的喀羅尼亞戰役以後，身為希臘一等城邦的底比斯遭到馬其頓擊敗，被迫服從馬其頓的領導，甚至城內還駐有馬其頓軍隊，底比斯徹底喪失地位。底比斯人對此相當不甘願，也不滿意被迫加入科林斯同盟，承認馬其頓腓力二世的同盟統帥權。前336年，腓力二世遭到暗殺後，底比斯人歡天喜地，認為即將脫離馬其頓控制。但腓力之子亞歷山大大帝繼承馬其頓王位後，迅速帶著軍隊南下希臘，底比斯人根本措手不及，不敢輕舉妄動，只好再一次承認亞歷山大的霸主地位。
年輕的亞歷山大大帝決定繼續他父王遠征波斯阿契美尼德帝國的計畫，持續秘密進行準備遠征工作。儘管一個半世紀前波希戰爭之時馬其頓還是波斯的屬國，但亞歷山大將以當時波斯入侵、肆虐希臘為由，發動復仇之戰。就算馬其頓再怎麼隱瞞遠征工作，遠征波斯的計畫仍傳進波斯國王大流士三世的耳中，大流士在先前派遣他富有才幹的傭兵指揮官門農，去對付馬其頓在愛奧尼亞的先遣軍，甚至大流士還贊助希臘城邦軍資，培養反馬其頓勢力，希望他們反抗馬其頓的希臘霸權。
在東征前，亞歷山大還要確保馬其頓的北方邊境安全，加上那邊色雷斯的部族也有搞叛亂的跡象。前335年春，他率軍進入色雷斯，去處理特裡巴利人所主導的侵擾。然而，希臘人在亞歷山大北征中探聽不到他的消息，加上亞歷山大進擊快速，希臘人也不知道他的行蹤，因此有不少流言蜚語，其中最廣為流傳的流言就是亞歷山大在伊利里亞戰死了。就連雅典知名政治家狄摩西尼還出示證人，那人宣稱他當時就在現場，親眼看到亞歷山大已死。然而，這時亞歷山大仍活得好好的，正在進行培利亞圍城戰。
在這同時，一些底比斯流亡在雅典的的人溜回他們的故鄉，他們並以「自由」、「自治」為口號鼓動底比斯人反抗馬其頓霸權，他們一口咬定亞歷山大已經戰死，來誘使民眾附和，結果許多底比斯人相信他們的說法。因為當時底比斯城內山丘上的衛城格米亞駐有馬其頓部隊，底比斯人就把衛城包圍起來，宣布獨立，並且派出使者，邀請其他城邦一同響應，使得雅典也蠢蠢欲動準備舉兵。

## 亞歷山大強行軍
亞歷山大這時剛奪回培利亞，當他聽聞底比斯人已經叛變，他立即了解到處境危急。他即位時是帶著軍隊南下才能使希臘人降伏，但現在沒有一支馬其頓大軍在希臘，如果底比斯起事，那雅典人也會造反，希臘其他城邦也會跟著響應，情勢將會一發不可收拾。於是，儘管部隊還未休整，亞歷山大急忙用強行軍通過馬其頓西部的無路山區。亞歷山大很快地在第七天來到色薩利，第十三天後已經到達波奧蒂亞並與當地的盟軍會合，短短兩個禮拜的時間內就強行快500公里。
當底比斯人聽到亞歷山大大帝已經通過溫泉關的消息，他們根本就不相信，認為那是馬其頓攝政安提帕特所率得馬其頓軍，亞歷山大已死，不然就是說那是另一個同名的亞歷山大。

## 對決於底比斯城外
當亞歷山大來到波奧蒂亞消息傳開，許多希臘城邦立即放棄獨立的舉動，讓底比斯獨自面對馬其頓軍。雅典當時是由反馬其頓派的狄摩西尼主導，他先前煽動雅典人反抗馬其頓的霸權，並促使雅典響應底比斯人。狄摩西尼讓雅典人開始武裝準備戰爭，但亞歷山大迅速進軍使雅典人不敢派出軍隊前去支援底比斯，儘管心理上同情底比斯人，他們現在打算觀看一下情勢。另外，斯巴達人也派出軍隊前進到科林斯地峽，聽到馬其頓軍已南下的消息後，就停滯不前。
直到亞歷山大逐漸逼近底比斯，底比斯人才知道亞歷山大已死的消息是不實的謠言，然而底比斯議會仍不改先前的決定，一心反抗馬其頓。身為科林斯同盟統率的亞歷山大已經召集一些同盟成員盟軍，他的軍隊人數遠多於底比斯人，且馬其頓部隊經驗豐富。亞歷山大不想與底比斯大逞干戈，他慢慢接近底比斯，希望在施加壓力下底比斯會撤銷反亂的決議，就這樣來到底比斯城下。亞歷山大仍在等待底比斯人回心轉意，他起初還在離城很遠的地方紮營，讓底比斯人知道雙方實力差距，使他們知道自己處境危急。同時，亞歷山大也打算開出寬厚的條件，他只要底比斯回歸科林斯同盟，並交出這次反亂事件的兩個主謀，他就不會逞罰底比斯其他人事物。但，底比斯人毫不妥協，並以同樣條件勸馬其頓投降，只要交出安提帕特和大將菲羅塔斯就好。亞歷山大於是決定讓底比斯人嚐到戰爭的苦頭。
馬其頓駐紮底比斯衛城的部隊指揮官在底比斯開戰後就增強防禦工作，使它易守難攻。同時，底比斯人也對衛城加以包圍，並修建防禦工事，來阻止馬其頓軍隊突圍，與亞歷山大裡應外合。底比斯人同樣也在城外修築柵欄，積極防禦。
談判已經破裂，但亞歷山大仍希望底比斯人放棄主張，他用三天的時間進行攻城準備工作，不是很積極攻城。當事情就緒後，他把部隊分成三部份，第一部份的軍隊破壞底比斯城外的防禦設施，第二部份的部隊對付戰線上的底比斯步兵，第三部份的精銳部隊作為預備隊，當哪個防線有危難時就進行增援，以及作戰時增援前線，使自方優勢更大，增加士氣。底比斯人則以下列方式來防禦他們的城市：他們解放奴隸並武裝他們，並派他們為步兵第一線去對付拆除防禦工事的馬其頓軍，底比斯騎兵佈置於柵欄內，並留意防線較脆弱的地點。底比斯人準備戰到最後一人來保衛他們的家園，女人和小孩則送到神廟內尋求庇護。
亞歷山大下令發動總攻，雙方交戰激烈，底比斯人因為擔心他們的家園、妻小，而拼死抵抗。戰鬥經歷一段時間，雙方互有損傷，儘管馬其頓方陣威力驚人，但底比斯人平常都在體育館訓練體格，體能比馬其頓人還好，加上馬其頓部隊剛經過遠征加上強行軍，並沒有好好休整過，更重要得是底比斯人是為家園奮戰，戰意士氣相當驚人，使得馬其頓人逐漸敗下陣來。亞歷山大見到戰局逐漸不利，果斷下令預備隊投入戰場，較疲憊的底比斯軍隊突然遭到馬其頓生力軍攻擊，損失慘重，但底比人仍繼續死戰，死不退縮。就在這時，亞歷山大注意到底比斯一座側門因混戰中而沒有人防守，他立即命佩爾狄卡斯率一營的方陣突入底比斯城，此時城外的底比斯部隊已經陷入苦戰，當他們知道城中已有馬其頓軍隊侵入，他們立即撤回城中。在慌忙撤退中軍隊毫無秩序，騎兵踐踏步兵，亂成一團。底比斯人在自己城內的巷弄、防禦工事中擠成一團，許多人被踐踏，這時城內衛城的馬其頓軍殺了出來，底比斯更多人被殺。
因為先前底比斯人不要命的奮戰，讓馬其頓人殺出血性來，見到底比斯人不分老少男女就殺，加上馬其頓聯軍中有不少對底比斯有恨的希臘人，他們到處搶劫屠殺，戰爭演變成屠城。

## 戰後
屠城過後，亞歷山大召集盟軍成員代表商討如何處置底比斯城，會中的聯軍波奧蒂亞成員多與底比斯人有深仇大恨，他們極力要求剷平底比斯城，於是就採取這樣的決議。除少部份底比斯人外，殘餘的底比斯人被貶為奴隸，城市被夷平，國土被其他波奧蒂亞城邦所瓜分。此戰，底比斯死亡6,000人，30,000人被賣為奴隸。底比斯的結局震驚整個希臘世界，希臘三大城邦之一的底比斯遭到完全毀滅，雅典等其他反亂城邦急忙與亞歷山大談和，乞求原諒，這也使得日後雅典於亞歷山大在世時不敢造次。

## 腳註
1. 1 2 3 4 5 6 7  西西里的狄奧多羅斯 17.10 （页面存档备份，存于）
2. ↑   阿利安, 《亞歷山大遠征記》 卷一 p.016。
3. 1 2 3  Theodore Ayrault Dodge p.209
4. 1 2 3   阿利安, 《亞歷山大遠征記》 卷一 p.025。
5. ↑  Theodore Ayrault Dodge p.210
6. 1 2  Theodore Ayrault Dodge p.212
7. ↑   普魯塔克, 《希臘羅馬英豪列傳:亞歷山大》 p.1233。
8. 1 2  西西里的狄奧多羅斯 17.12 （页面存档备份，存于）